# Simon Bosboom
Simon Bosboom (Emden, 1614 - Amsterdam, 1662) was een Duitse beeldhouwer en architect.

## Leven en werk
Bosboom werkte in Engeland en in Duitsland aan het hof van de keurvorst van Brandenburg. Vanaf 1640 werkte hij in Nijmegen onder andere aan de uitbreiding van een armenhuis. Hij werkte vervolgens mee aan de bouw van het Paleis op de Dam onder Jacob van Campen. In 1651 werd hij door de gemeente Amsterdam in dienst genomen als ondermeester-steenhouwer en in 1653 volgde hij Willem de Keyser op als meestersteenhouwer.
Tijdgenoot Cornelis de Bie schreef in 1662 in zijn Het Gulden Cabinet van de Edel Vry Schilderconst over Bosboom: "Daer den grooten constbarenden gheest Simon Bosboom een groote ghetuyghen van gheeft, als te sien is aen alle sijn Beelden, die van hem ghesneden ende aen het nieuw Stadts-huys van Amsterdam te vinden sijn, waer in uytghestort is alle de aenghename ende uyterste volmaecktheyt, die een Beeldthouwer in houdt ofte steen can voortbrenghen. 't Is waer dat Simon Bosboom niet alleen de eer en mach toegeschreven worden van alle de steenen Beelden, Parcquementen, Ovale formen, Loofwercken, Phistonen, Ballusters, Pillaren en sulckdanige ontallijcke bijwercken die daer te sien sijn, ghemaeckt te hebben, daer Aertus Quellinus met sijne Neven oock den lof en roem van draghen." 
In de 19e eeuw oordeelde Christiaan Kramm in De levens en werken der Hollandsche en Vlaamsche kunstschilders, beeldhouwers, graveurs en bouwmeesters, van den vroegsten tot op onzen tijd dat De Bie aan Bosboom een veel te kleine rol had toegedacht, gevoed door afgunst. Ook Weissman schreef later in het Nieuw Nederlandsch Biografisch Woordenboek dat De Bie overdreef door een veel te grote rol toe te kennen aan Artus Quellinus en zijn familie en een minder belangrijk deel van het grote werk aan Bosboom toe te wijzen.
Bosboom publiceerde over bouwkunst. In 1664 schreef hij Bouworde van de vijf kolommen. Waarschijnlijk zorgde zoon Dirk voor het postuum verschijnen van zijn vaders boek Cort onderwijs van de vijf Colommen (1670), dat geruime tijd als handboek voor architecten gold.
- Biografisch Portaal: 32493760
- Digitale Bibliotheek voor de Nederlandse Letteren: bosb006
- Gemeinsame Normdatei: 100763472
- International Standard Name Identifier: 0000 0000 7989 5089
- Library of Congress Control Number: n88628915
- Nationale bibliotheek van Australië: 35394278
- RKD-Nederlands Instituut voor Kunstgeschiedenis: 10986
- Trove: 937340
- Union List of Artist Names: 500057506
- Virtual International Authority File: 32349342
- WorldCat: E39PBJfcTpRgcDj6wcrqDYQyVC